# Eublemma
Eublemma är ett släkte av fjärilar som beskrevs av Jacob Hübner 1821. Eublemma ingår i familjen nattflyn.

## Bildgalleri

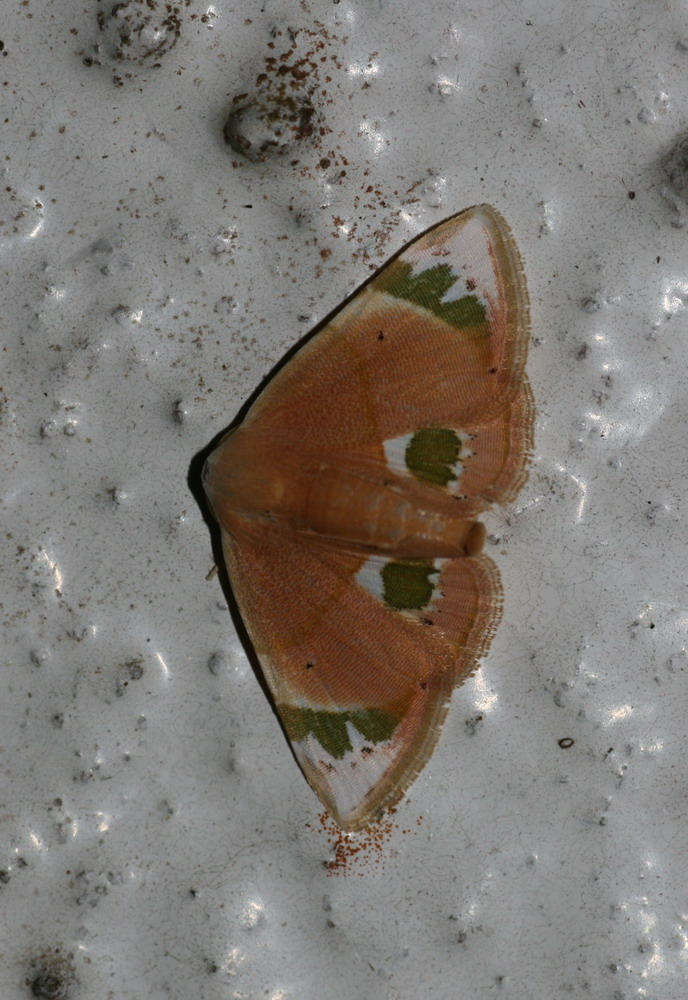
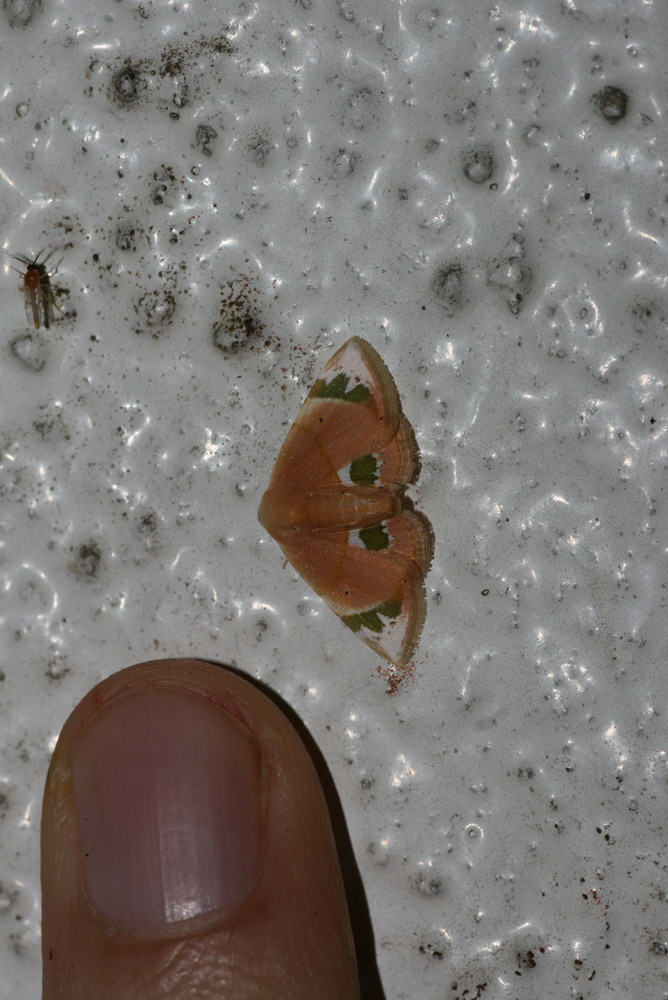

## Dottertaxa tillEublemma, i alfabetisk ordning[1][2]
- Eublemma acarodes
- Eublemma acrochiona
- Eublemma acuta
- Eublemma acutiangulatalis
- Eublemma agrapta
- Eublemma albicosta
- Eublemma albidior
- Eublemma albifascia
- Eublemma albivena
- Eublemma albivia
- Eublemma albostriata
- Eublemma almaviva
- Eublemma amabilis
- Eublemma amoena
- Eublemma amphidasys
- Eublemma amydrosana
- Eublemma angulata
- Eublemma antoninae
- Eublemma apicata
- Eublemma apicimacula
- Eublemma apicipunctum
- Eublemma arcuinna
- Eublemma arenostrota
- Eublemma argillacea
- Eublemma atlantica
- Eublemma atrifusa
- Eublemma atrimedia
- Eublemma atristipata
- Eublemma aurantiaca
- Eublemma basalis
- Eublemma basifusca
- Eublemma basiplagata
- Eublemma batanga
- Eublemma bicoloria
- Eublemma bipars
- Eublemma bipartita
- Eublemma bithynica
- Eublemma blandula
- Eublemma bolinia
- Eublemma brunneifusa
- Eublemma brunneoochracea
- Eublemma brunneosa
- Eublemma brunneosuffusa
- Eublemma buettikeri
- Eublemma bythinica
- Eublemma caniceps
- Eublemma caprearum
- Eublemma carneotincta
- Eublemma carterotata
- Eublemma ceresensis
- Eublemma chamila
- Eublemma chionophlebia
- Eublemma chlorochroa
- Eublemma chopardi
- Eublemma cinnamomea
- Eublemma colla
- Eublemma compsoprepes
- Eublemma concinna
- Eublemma costagna
- Eublemma costivinata
- Eublemma daphoena
- Eublemma daphoenoides
- Eublemma debilis
- Eublemma debivar
- Eublemma decora
- Eublemma delicata
- Eublemma delicatula
- Eublemma dinawa
- Eublemma dissecta
- Eublemma dissoluta
- Eublemma dyscapna
- Eublemma ecthaemata
- Eublemma eremochroa
- Eublemma eupethecica
- Eublemma exanimis
- Eublemma fasciola
- Eublemma flammeola
- Eublemma flammicincta
- Eublemma flavescens
- Eublemma flavia
- Eublemma flavibasis
- Eublemma flaviceps
- Eublemma flaviciliata
- Eublemma flavicosta
- Eublemma flavida
- Eublemma flavinia
- Eublemma flavistriata
- Eublemma foedosa
- Eublemma foedosana
- Eublemma fulvitermina
- Eublemma galacteoides
- Eublemma geometriana
- Eublemma geyri
- Eublemma glaucizona
- Eublemma goniogramma
- Eublemma goulandrii
- Eublemma grata
- Eublemma griseofimbriata
- Eublemma guiera
- Eublemma hapalochroa
- Eublemma hemichiona
- Eublemma heterogramma
- Eublemma hypozonata
- Eublemma ignifera
- Eublemma inamoena
- Eublemma ingrata
- Eublemma insignifica
- Eublemma iophaenna
- Eublemma irresoluta
- Eublemma jucunda
- Eublemma keyserlingi
- Eublemma khonoides
- Eublemma kuelekana
- Eublemma lacteicosta
- Eublemma laphrya
- Eublemma laphyra
- Eublemma latericolor
- Eublemma lentirosea
- Eublemma leptinia
- Eublemma leucanitis
- Eublemma leucodicranon
- Eublemma leucomelana
- Eublemma leuconeura
- Eublemma leucozona
- Eublemma lorna
- Eublemma loxotoma
- Eublemma luteipennis
- Eublemma margaritae
- Eublemma marmorata
- Eublemma melabasis
- Eublemma melanodonta
- Eublemma melasema
- Eublemma mesophaea
- Eublemma mesozona
- Eublemma minuta
- Eublemma minutata
- Eublemma misturata
- Eublemma monotona
- Eublemma muscatensis
- Eublemma natalensis
- Eublemma nigribasis
- Eublemma nigrilinea
- Eublemma nigrivitta
- Eublemma nyctichroa
- Eublemma nyctopa
- Eublemma obliqualis
- Eublemma obliquata
- Eublemma ochreola
- Eublemma ochricosta
- Eublemma ochrobasis
- Eublemma ochrochroa
- Eublemma odontophora
- Eublemma olivaceagrisea
- Eublemma olmii
- Eublemma ornatula
- Eublemma orthogramma
- Eublemma pallescens
- Eublemma parallela
- Eublemma partitella
- Eublemma parvisi
- Eublemma patruelis
- Eublemma patula
- Eublemma pectorora
- Eublemma pendula
- Eublemma penicillata
- Eublemma pergrata
- Eublemma perinephela
- Eublemma perkeo
- Eublemma permixta
- Eublemma perobliqua
- Eublemma phaeapera
- Eublemma phaecosma
- Eublemma plumbosa
- Eublemma porphyrescens
- Eublemma postrosea
- Eublemma postrufa
- Eublemma posttornalis
- Eublemma pretoriae
- Eublemma proleuca
- Eublemma psamathea
- Eublemma pulcherrima
- Eublemma pulverulenta
- Eublemma punctilinea
- Eublemma pyrastis
- Eublemma pyrastodes
- Eublemma pyrochroa
- Eublemma pyrosticta
- Eublemma quinarioides
- Eublemma recta
- Eublemma reducta
- Eublemma reninigra
- Eublemma respersa
- Eublemma reussi
- Eublemma roseocincta
- Eublemma rosescens
- Eublemma rosinans
- Eublemma rubellina
- Eublemma rubripuncta
- Eublemma rufimixta
- Eublemma rufocastanea
- Eublemma rufogalactea
- Eublemma rufolineata
- Eublemma sabia
- Eublemma savour
- Eublemma sciaphora
- Eublemma scituloides
- Eublemma scotina
- Eublemma scotopis
- Eublemma sepulcralis
- Eublemma simplex
- Eublemma sperans
- Eublemma spirogramma
- Eublemma stalii
- Eublemma staudingeri
- Eublemma stereoscia
- Eublemma stictilinea
- Eublemma stygiochroa
- Eublemma stygiodonta
- Eublemma suava
- Eublemma subcinnamomea
- Eublemma subrufula
- Eublemma suppura
- Eublemma sydolia
- Eublemma syrtensis
- Eublemma taifensis
- Eublemma tephroclytioides
- Eublemma terminimaculata
- Eublemma therma
- Eublemma thermella
- Eublemma thermobasis
- Eublemma thermochroa
- Eublemma thermoides
- Eublemma thermosticta
- Eublemma thurneri
- Eublemma titanica
- Eublemma tomentalis
- Eublemma tritonia
- Eublemma truncata
- Eublemma uninotata
- Eublemma wagneri
- Eublemma variochrea
- Eublemma vinnula
- Eublemma virilis
- Eublemma xanthocraspis